# Asociación de Rugby de Chiloé
La Asociación de Rugby de Chiloé (Asoruchi), fue fundada en 2013 y se encuentra afiliada a la Federación de Rugby de Chile. En un inicio abarcaba solo a los equipos de rugby competitivo del archipiélago de Chiloé, estando formado por Traukos RC (Castro), Zorros RC (Ancud), Brujos RC (Quemchi), Cai-Cai RC (Quellón)  y Escorpiones RC (Chonchi).
En años posteriores se han sumado otros equipos de las regiones de Los Lagos y Los Ríos.

## Clubes
Clubes de rugby miembros de Asoruchi en la actualidad
- USS Huemules RC (Puerto Montt)
- Nawel RC (Puerto Montt)
- Traukos RC (Castro)
- Potros RC (Río Bueno)
- Zorros RC (Ancud)
- Weichafe  RC (Paillaco)
- Robles RC (Valdivia)

## Competencias

### Campeones Torneo inter-regional Aruchiloé (Asoruchi)
El equipo campeón del torneo tiene derecho a jugar en la Liga Nacional ADO
| Temporada     | Campeón         |
| 2013          | Traukos RC.     |
| Apertura 2014 | -               |
| Clausura 2014 | USS Huemules RC |
| Apertura 2015 | Robles RC       |
| Clausura 2015 | Traukos RC      |
| 2016          | Traukos RC      |